# فوكوشيما 50

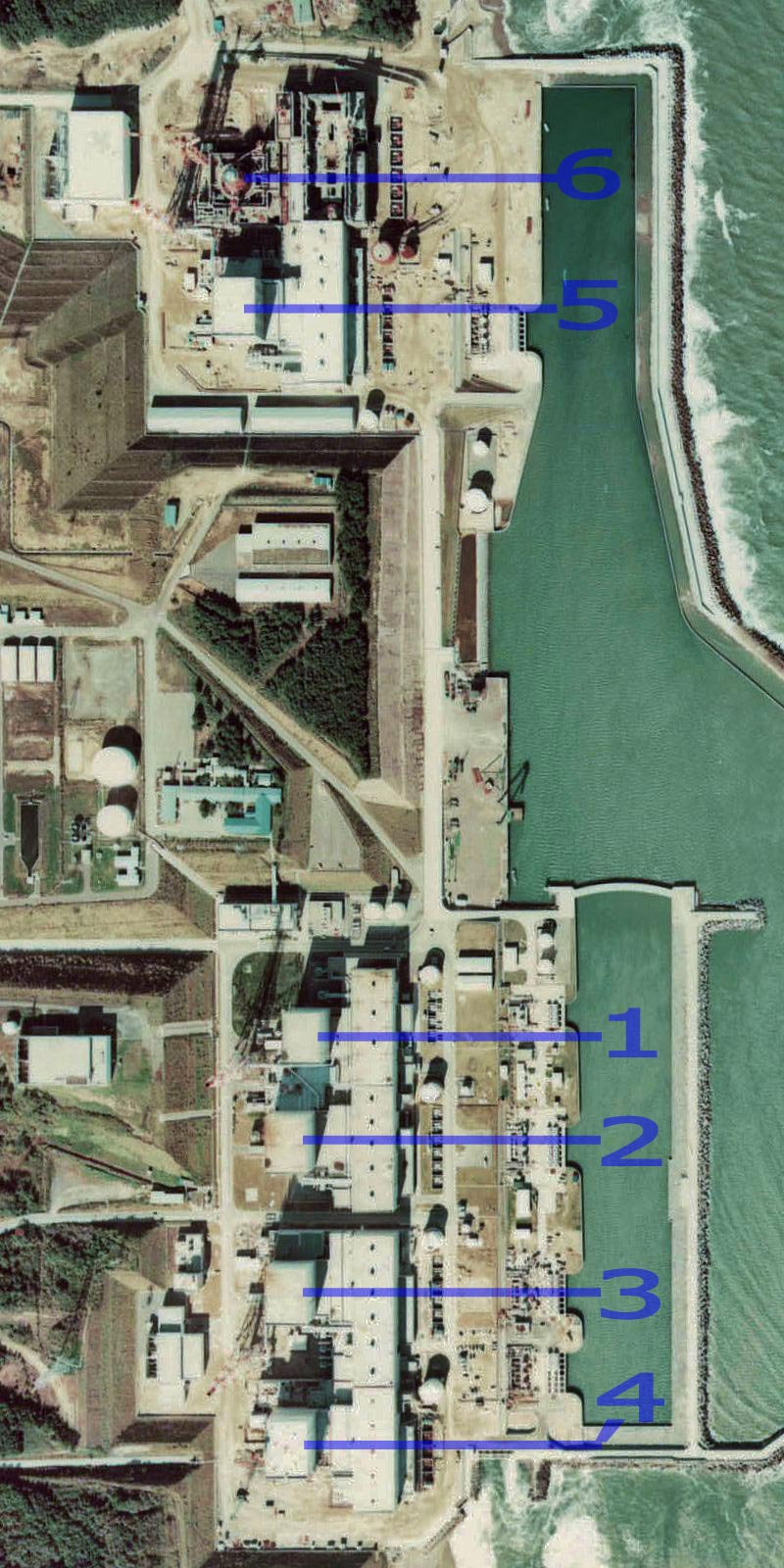
صور بواسطة القمر الصناعي لمحطة فوكوشيما النووية الأولى لتوليد الطاقة حيث يقوم الفريق لتحقيق الاستقرار في ستة مفاعلات

فوكوشيما 50 الاسم الذي يطلق على العاملين في محطة فوكوشيما النووية الأولى لتوليد الطاقة الذين تطوعوا على مواصلة لجعل مفاعلات تحت السيطرة والبقاء في الموقع بعد إجلاء 800 عامل من محطة خلال كارثة فوكوشيما. وقد انضم إلى الفريق 120 عامل إضافي في الأيام التالية وظل اسم فوكوشيما 50.

## اتظر أيضاً
- مفاعل فوكوشيما 2 النووي
- زلزال اليابان الكبير